# Spider-Killer-Avatar-Man
Spider-Killer-Avatar-Man (engl. Titel: Treehouse of Horror XXII) ist die 3. Folge der 23. Staffel der Serie Die Simpsons. Sie gewann 2011 den Annie Award in der Kategorie Bestes Drehbuch in einer animierten TV-Produktion.

## Inhalt
In der Eröffnungssequenz werden Bart, Lisa und Maggie gezeigt, die vom Süßigkeiten-Sammeln heimkehren. Marge nimmt ihnen als „Tauschhexe“ verkleidet die Süßigkeiten weg und ersetzt sie durch Hygieneprodukte. Homer soll die Süßigkeiten zu einer Sammelstelle für die Truppen in Übersee bringen. Er fährt aber heimlich zur „Candy Eating Peak“ außerhalb von Springfield, um sie selbst zu verzehren. Dabei stürzt er ab und klemmt sich den Arm unter einem Felsbrocken ein. Beim Versuch, sich den eingeklemmten Arm abzukauen, erwischt er aber zunächst den Falschen, dann das Bein. Als er sich endlich befreit hat, bemerkt er, dass nur Gemüse in dem Beutel ist. Die Süßigkeiten haben die Kinder.

### Flatulenzia
Originaltitel: The Diving Bell and the Butterball

Homer erwacht aus einem Koma und stellt fest, dass er vollständig gelähmt ist und nicht sprechen kann. In einer Rückblende erinnert er sich, dass er von einer Spinne gebissen wurde, als er das Haus für Halloween schmücken wollte. Lisa entdeckt, dass Homer seine Blähungen kontrollieren kann. Auf diese Weise diktiert er ihr einen Brief an Marge und veröffentlicht sogar ein Buch. Nach einem weiteren Spinnenbiss erlangt er die Fähigkeit Spinnenfäden zu produzieren und wird nach Vorlage von Spider-Man zum Superheld, obwohl er weiterhin vollständig gelähmt ist.

### Bei Anruf Ned
Originaltitel: Dial D for Diddily

Über einen Lautsprecher in einer Bibel befiehlt Homer Ned Flanders, einige Menschen zu ermorden. Da Ned die Stimme für die Stimme Gottes hält, gehorcht er den Anweisungen und tötet unter anderem Mr Burns, Snake, Patty und Selma. Als Ned dahinterkommt und Homer zur Rede stellt, versucht Homer die Bibel anzuzünden. Da erscheint Gott persönlich und tötet Homer. Als Marge ihn bittet, alles rückgängig zu machen, verweist er kleinlaut darauf, dass dies Satan nicht gefallen würde. Dieser erscheint ebenfalls und mit ihm Maude, Neds verstorbene Frau, die ein Verhältnis mit Satan hat.

### Na’vi CIS
Originaltitel: In the Na’vi

Auf einem fernen Planeten soll für Krusty den Clown eine Substanz namens „Humorium“ beschafft werden. Bart soll als Avatar die Außerirdischen ausspionieren. Dabei kommt es zu einer Affäre mit einer Bewohnerin des Planeten, die er versehentlich schwängert. Er wird zur Humoriumquelle geführt. Dadurch werden auch die übrigen Soldaten zur Quelle geführt und es kommt zur Schlacht zwischen Menschen und Aliens. Bart solidarisiert sich mit den Außerirdischen, die die Schlacht für sich entscheiden können.

## Produktion und Veröffentlichung
Die Folge wurde unter der Regie von Matthew Faughnan produziert, das Drehbuch schrieben Carolyn Omine.
Die Erstausstrahlung war am 30. Oktober 2011 beim Sender Fox, während die deutschsprachige Erstausstrahlung am 29. Oktober 2012 bei ProSieben stattfand.

### Ausstrahlung in der Türkei
Als der türkische Sender CNBC-E die Episode ausstrahlte, kam es zu einem Konflikt mit der Fernsehaufsichtsbehörde RTÜK. In der zweiten Geschichte der Folge wurde Gott als Untertan des Teufels, von Gott befohlene Morde und eine Bibelverbrennung dargestellt. RTÜK verlangt von CNBC-E eine Geldstrafe von umgerechnet 22.800 Euro.

## Trivia
Wie bei den Simpson häufig der Fall, gibt es auch in dieser Folge eine Reihe von Anspielungen auf bekannte Filme und Fernsehserien:
- Die Einleitung greift die Handlung des Films 127 Hours auf. Außerdem spielt Barts und Maggies Kostüm auf den Film Alien an.
- In der ersten Story werden Elemente des Films Schmetterling und Taucherglocke und der Comicreihe Spider-Man vermischt.
- Die zweite Story enthält Anspielungen auf Road Runner und Wile E. Coyote und Dexter.
- Die Handlung des dritten Teils basiert auf dem Film Avatar – Aufbruch nach Pandora.
- Homers Kostüm aus der Einleitung ist Dr. Manhattan aus Watchmen.